# 54902 Close
54902 Close este un asteroid din centura principală de asteroizi.

## Descriere
54902 Close este un asteroid din centura principală de asteroizi. A fost descoperit pe 23 iulie 2001 la Anza, California de Michael Collins (astronom) și Minor White (astronom). Asteroidul prezintă o orbită caracterizată de o semiaxă mare de 2,36 ua, o excentricitate de 0,18 și o înclinație de 3,0° în raport cu ecliptica.